# 오성환 (1957년)
오성환(吳星煥, 1957년 10월 20일~)은 대한민국의 정치인이다. 제4대 충청남도 당진시장이다.

## 학력
- 신평국민학교 (졸업)
- 신평중학교 (졸업)
- 신평고등학교 (졸업)
- 고려대학교 (행정학 / 석사)

## 경력
- 당진군청 전문위원
- 당진군청 신평면장
- 당진군청 문화공보실장
- 당진군청 도로교통과장
- 당진군청 의회사무과장
- 2007.07 ~ 2010.01: 당진군청 지역경제과장
- 당진군청 총무과장
- 2011.01 ~ 2011.12: 당진군청 기획정책실장
- 2012.01 ~ 2012.12: 당진시청 경제산업국장
- 2013.01 ~ 2013.12: 당진시의회 의회사무국장
- BTB GAS 대표
- 제7회 지방선거 자유한국당 당진시장 후보
- 국민의힘 충남도당 부위원장
- 2022.07 ~ : 제4대 민선 8기 충청남도 당진시장

## 역대 선거 결과
|  | 39.89% |

|  | 58.01% |

| 전임 김홍장 | 제4대 충청남도 당진시장 2022년 7월 1일~ |  |